# Quand la bouteille est vide
Quand la bouteille est vide (укр. Коли пляшка порожня) — Outro-трек Жана-Жака Ґольдмана, дописаний в 1982 році. Завершаюча студійна композиція в другому студійному альбомі «Minoritaire».

## Про пісню
Як епілог свого другого альбому, Жан-Жак Гольдман записав «Quand la bouteille est vide», де в 1-хвилинному треку він сконцентрував саму суть свого альбому. Вокальне крещендо Жана-Жака переходить у таке ж хорово-оркестрове виконання.